# ドン・ルイス・デ・ボルボーン親王の肖像
『ドン・ルイス・デ・ボルボーン親王の肖像』（ドン・ルイス・デ・ボルボーンしんのうのしょうぞう、西: Retrato del Infante don Luis de Borbón, 英: Portrait of Prince Don Luis de Borbón）は、スペインのロマン主義の巨匠フランシスコ・デ・ゴヤが1783年に制作した絵画である。油彩。ゴヤの初期の肖像画の1つで、国王フェリペ5世の息子ルイス・アントニオ・デ・ボルボーン・イ・ファルネシオ親王を描いている。集団肖像画『ドン・ルイス・デ・ボルボーン親王の家族』（La familia del infante don Luis de Borbón）の準備習作として制作された。親王の夫人を描いた『マリア・テレサ・デ・バリャブリガの肖像』（Retrato de Doña Maria Teresa de Vallabriga）と対作品。現在はマドリードのスエカ公爵のコレクション（Colección de los duques de Sueca）に所蔵されている。

## 人物
ドン・ルイス親王は国王フェリペ5世と2番目の王妃エリザベッタ・ファルネーゼの息子として1727年7月25日に生まれた。8歳でトレド大司教に任命され、数年後にはセビーリャ大司教に任命された。しかし1754年に聖職者の地位を放棄し、第13代チンチョン伯爵の称号を引き継いだ。1759年、異母兄である国王フェルナンド6世が死去すると王位を主張したが、ナポリ王国・シチリア王国の国王であった兄カルロス3世がスペイン国王として即位した。1776年6月27日、親王はサラゴサの下級貴族出身のマリア・テレサ・デ・バリャブリガと身分違いの結婚（貴賤結婚）をした。彼らはマドリードを去り、アビラ県のアレナス・デ・サン・ペドロにモスケラ宮殿を建設して移り住んだ。親王は当時のスペインにおける最も重要な後援者の1人であり、アレナス・デ・サン・ペドロに著名な建築家や画家、作曲家を招いた。親王がこの地で過ごした8年間はアレナス・デ・サン・ペドロの歴史の中で最も文化的に繁栄した時代となった。『ドン・ルイス・デ・ボルボーン親王の家族』が完成した翌年の1785年8月7日に死去。

## 制作経緯
ゴヤは1783年夏から1784年にかけてアレナス・デ・サン・ペドロを訪れ、有力な後援者の1人であったドン・ルイス親王とその家族の肖像画を多数制作した。その中でもマニャーニ・ロッカ財団に所蔵されている集団肖像画『ドン・ルイス・デ・ボルボーン親王の家族』は有名である。本作品はその準備習作として、ゴヤが最初にアレナス・デ・サン・ペドロを訪れた1783年の夏に夫人を描いた『マリア・テレサ・デ・バリャブリガの肖像』とともに制作された。夫人の肖像画の裏面にはかつて碑文があり、ゴヤによって1783年8月27日に午前11時から12時という非常に短い時間で描かれたことが記されていた。また本作品の裏面にも碑文があり、こちらは1783年9月11日の午前9時から12時という短時間で描かれたことが記されている。

## 作品
| 本作品と向かい合う対作品『マリア・テレサ・デ・バリャブリガの肖像』。1783年。プラド美術館所蔵。 |  | 本作品と向かい合う対作品『マリア・テレサ・デ・バリャブリガの肖像』。1783年。プラド美術館所蔵。 |
| 本作品と向かい合う対作品『マリア・テレサ・デ・バリャブリガの肖像』。1783年。プラド美術館所蔵。 |  |                                                                                                |

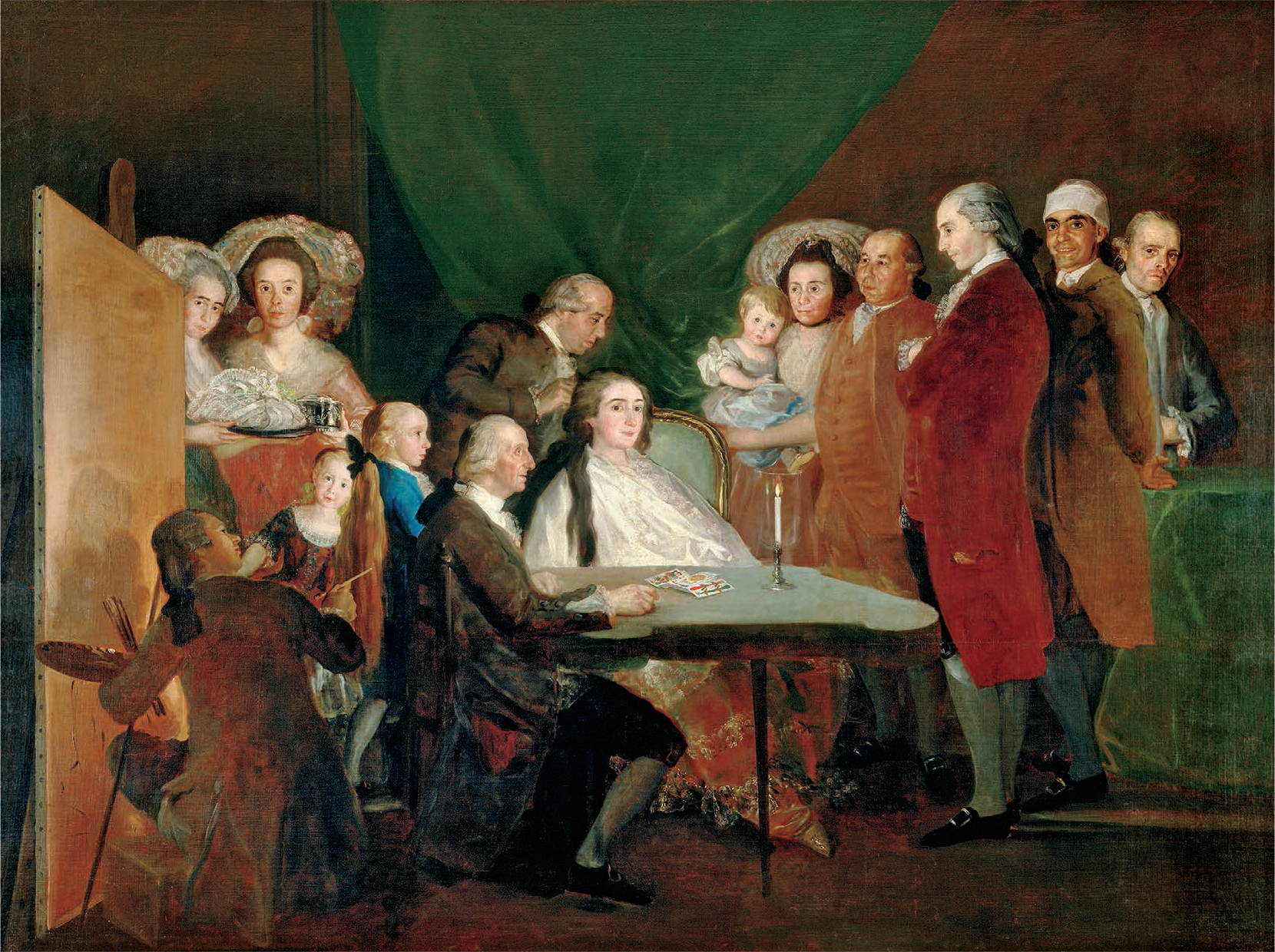
集団肖像画『ドン・ルイス・デ・ボルボーン親王の家族』。1784年。マニャーニ・ロッカ財団所蔵。

ドン・ルイス親王は暗闇から浮かび上がるように真横の角度から描かれている。親王は白いシャツを着てレースのジャボをバックルで固定している。カルロス3世勲章の青いサッシュと金羊毛勲章の赤いサッシュを右肩に掛け、さらにその上にドレスコートを羽織っている。また髪を背景とほとんど一体化して見えない濃い青のリボンで結んで、短いポニーテールにしている。暗い背景によって親王の頭部は際立っており、その濃い青色の瞳は輝き、バラ色の顔は年齢の影響と親王の穏やかで高潔な性格が見て取れる。
親王夫妻の肖像画で確認できる素早い大雑把な筆遣いは碑文に記されたようにゴヤが非常に短い時間で描き上げたことを十分に想像させる。夫人の肖像画が板に描かれたのに対し、本作品はキャンバスに描かれた。
ゴヤは親王の青い瞳を強調された繊細さで描き、最大限の努力を払って透明感を与えようとした。顔の輪郭、肌の色、短いかつらはゴヤの並外れた熟練を示し、親王の顔と画面を支配する少し疲れた空気が、非常に無駄なく完璧に実現されている。
より大きな作品の準備習作であるにもかかわらず保存状態は非常に良く、細部まで非常に正確に制作されたことが確認できる。

## 来歴
アレナス・デ・サン・ペドロで親王のために描かれた本作品はその後ボアディーリャ・デル・モンテのドン・ルイス親王宮殿に移され、親王の子孫であるチンチョン伯爵と伯爵夫人の所有物となった。一族の絵画カタログでは番号34として記載されている。その後、スエカ公爵と公爵夫人に相続された。

## 複製
複製がマドリードのミラフローレス・コレクション（colección Miraflores）とカーサ・ポンテホス侯爵夫妻のコレクションに所蔵されている。

## ギャラリー
関連するゴヤの肖像画

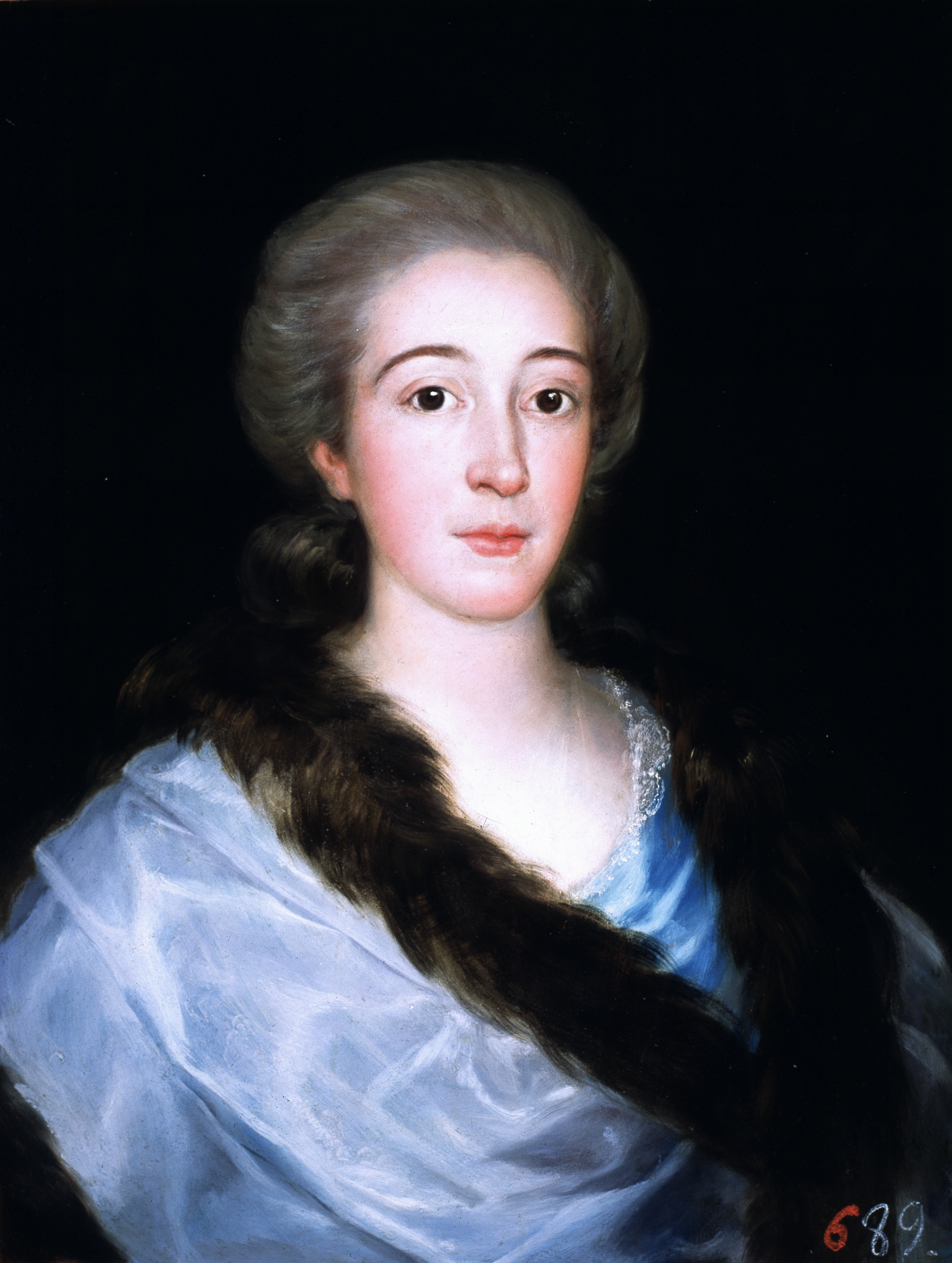
『マリア・テレサ・デ・バリャブリガ・イ・ロサスの肖像』1783年 個人蔵
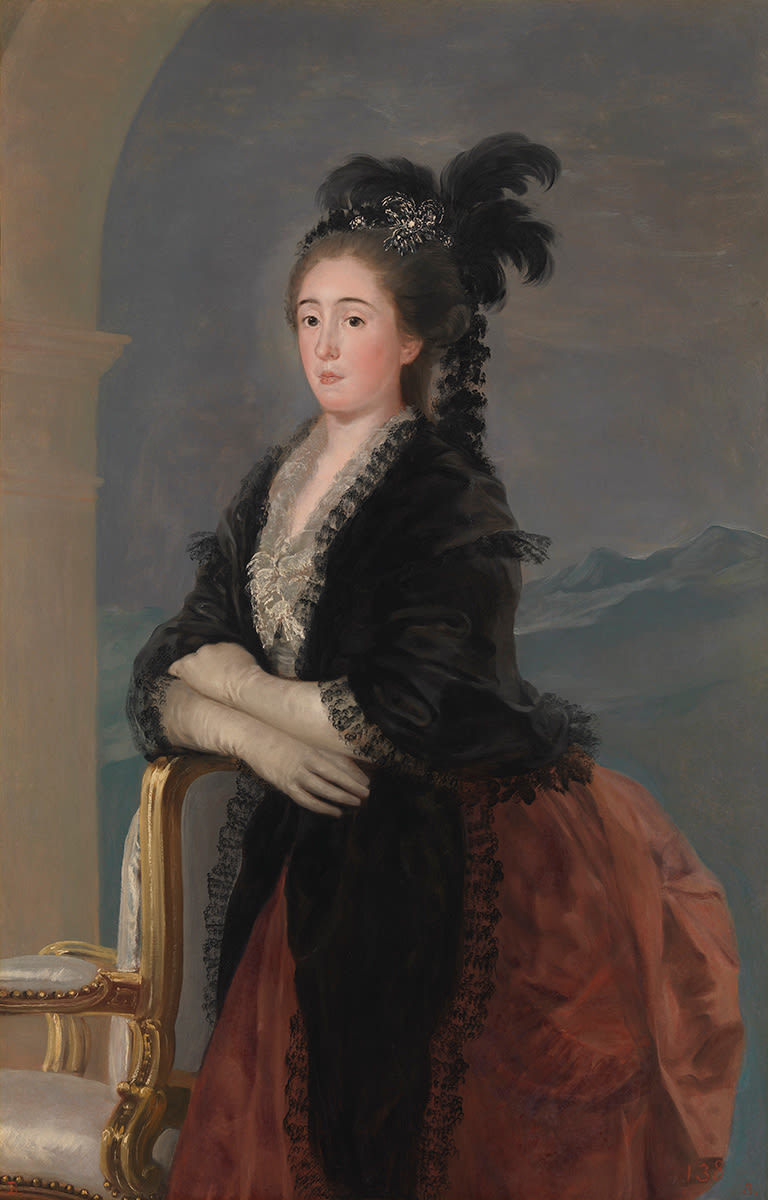
『マリア・テレサ・デ・バリャブリガ・イ・ロサスの肖像』1783年 ノイエ・ピナコテーク所蔵
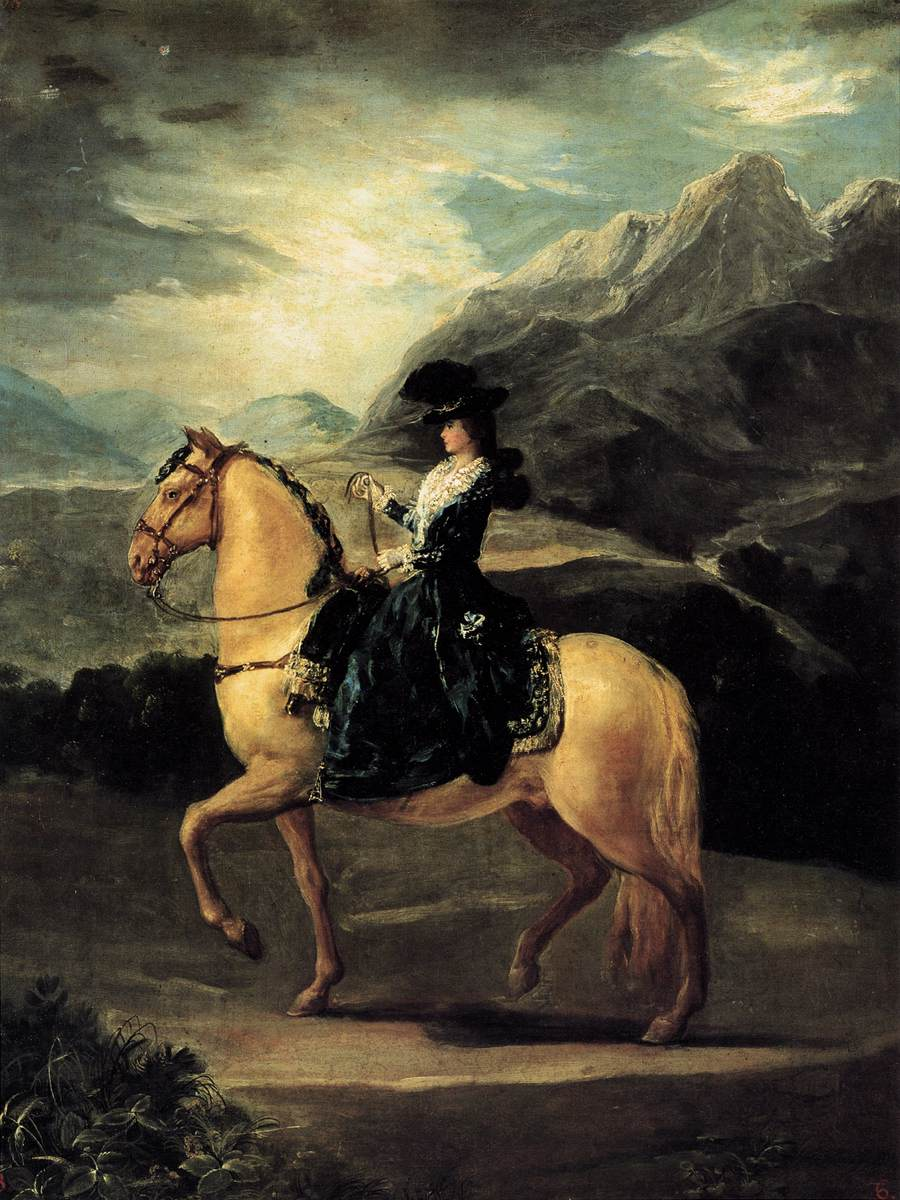
『マリア・テレサ・デ・バリャブリガ・イ・ロサス騎馬像』1783年 ウフィツィ美術館所蔵
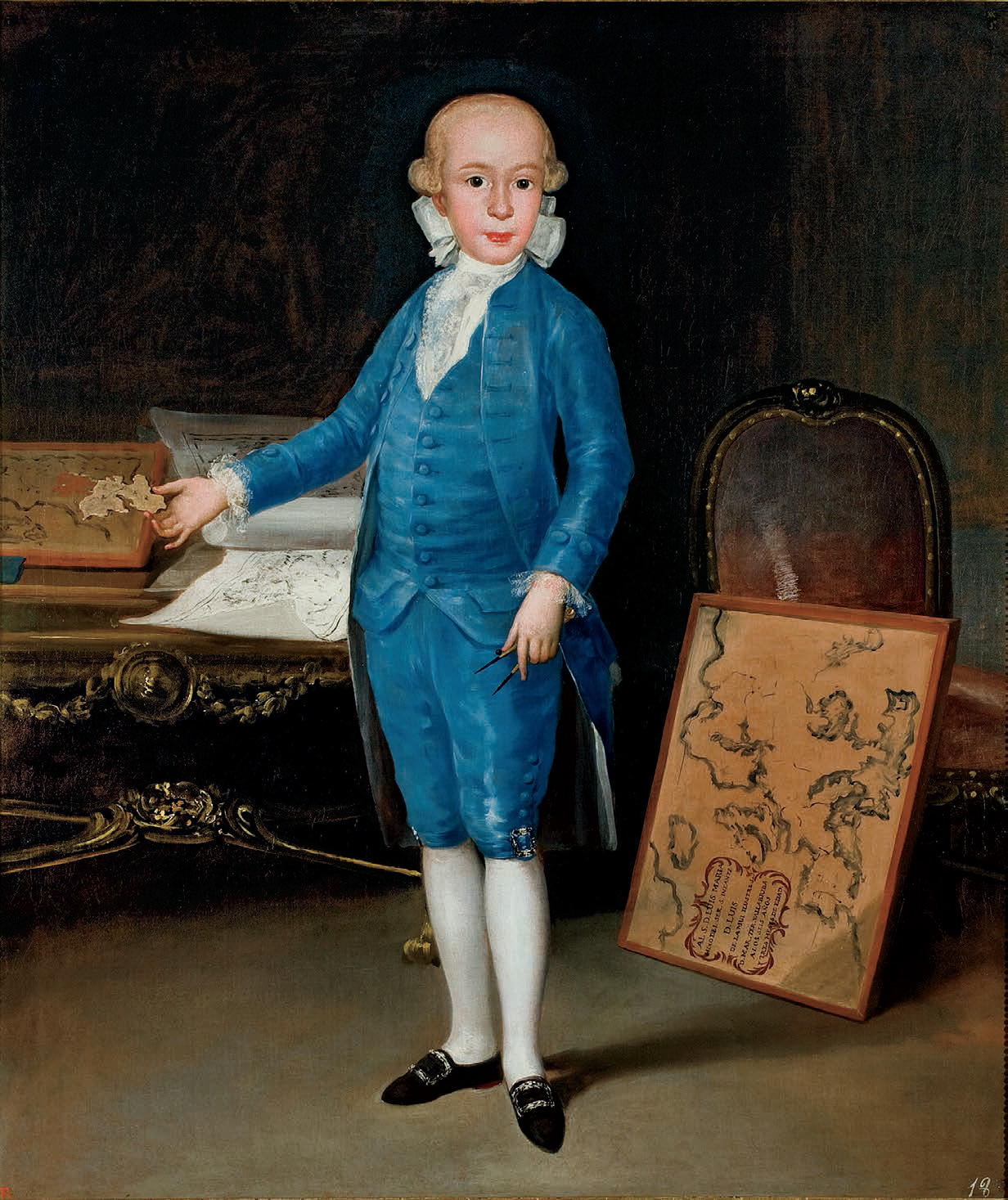
『少年ルイス・マリア・デ・ボルボーン・イ・バリャブリガの肖像』1783年 サラゴサ博物館（英語版）所蔵
『マリア・テレサ・デ・ボルボーン・イ・バリャブリガの肖像』1783年 ナショナル・ギャラリー・オブ・アート所蔵[11]
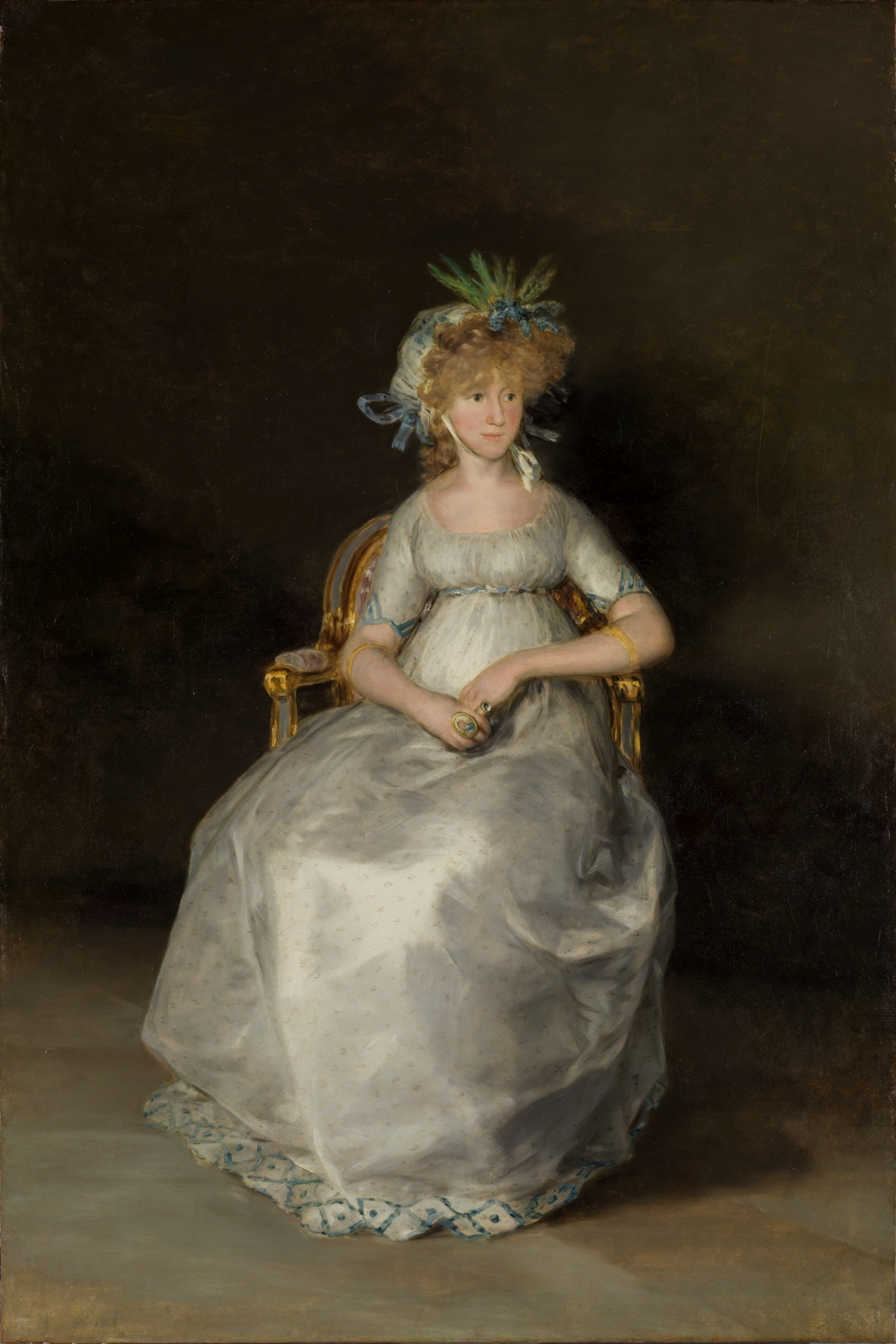
『チンチョン女伯爵の肖像』1800年 プラド美術館所蔵
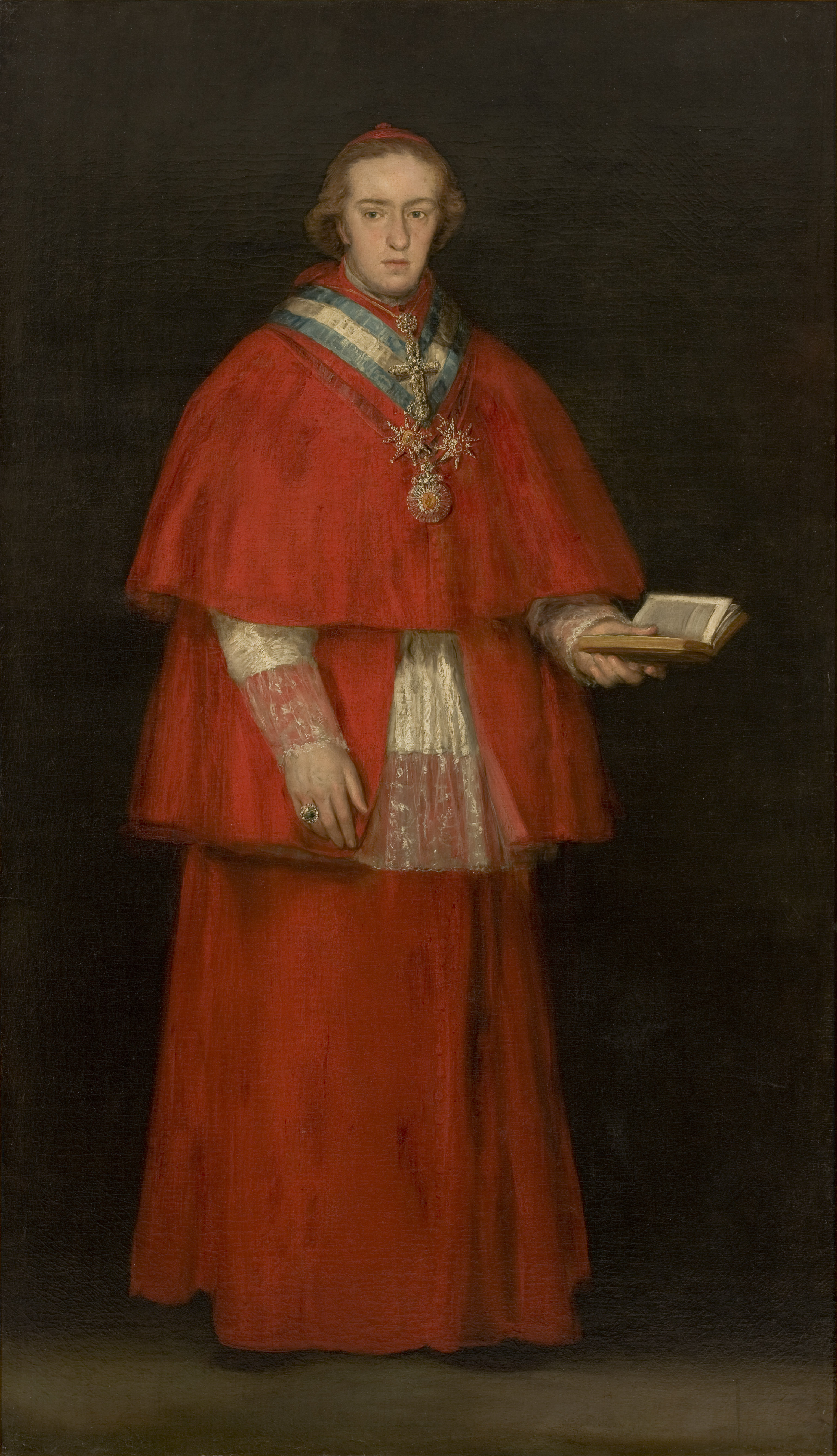
『枢機卿ルイス・マリア・デ・ボルボーン・イ・バリャブリガの肖像』1798年-1800年ごろ サンパウロ美術館所蔵
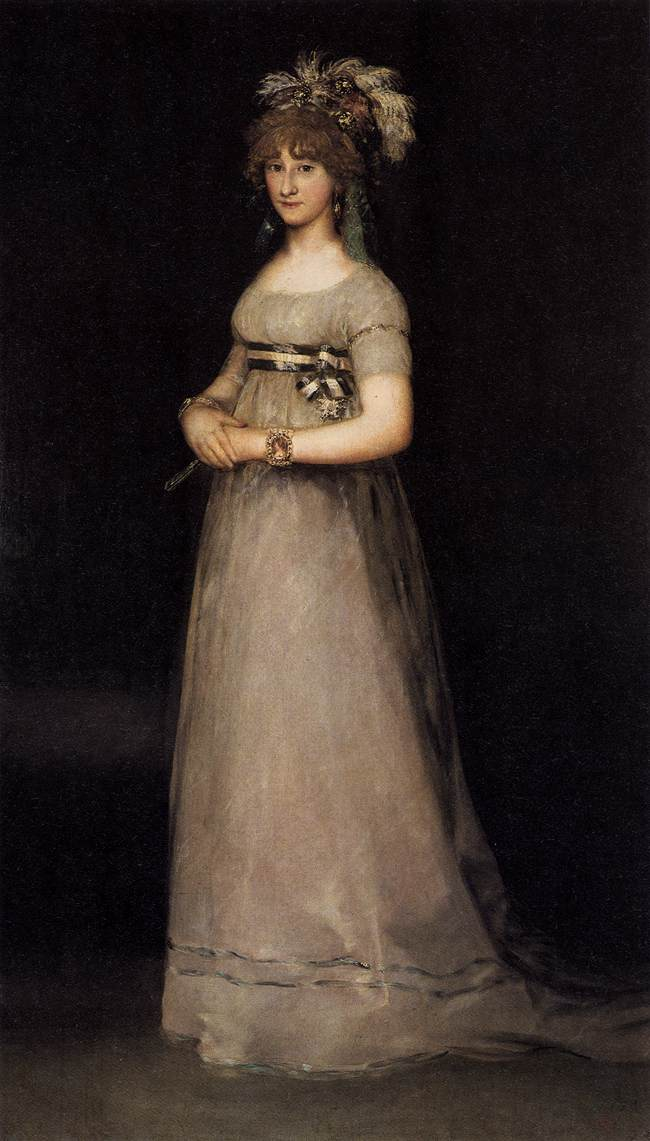
『マリア・ルイサ・デ・ボルボーン・イ・バリャブリガの肖像』1800年ごろ ウフィツィ美術館所蔵